# Lucio Postumio Megelo
Lucio Postumio Megelo  fue un político y militar romano del siglo III a. C. perteneciente a la gens Postumia. Siendo edil inició la construcción de un templo a la Victoria que dedicaría en su segundo consulado, cargo que llegó a desempeñar en tres ocasiones.

## Primer consulado
Megelo fue cónsul por primera vez en el año 305 a. C., de acuerdo a los fastos, aunque algunos de los analistas colocan este consulado dos años antes. Fue hacia el final de la segunda guerra samnita, y Megelo, después de derrotar a los samnitas en el campo de batalla, tomó Boviano, una de sus principales fortalezas en el lado norte del Matese.
En su marcha de regreso Megelo y su colega Tiberio Minucio Augurino recuperaron Sora y Arpinum en el valle del Liris, y Cerennia o Censennia, cuyo sitio es desconocido.
Por esta campaña Tito Livio atribuye un triunfo a Megelo, pero los Fastos no lo confirman.
Megelo fue propretor en 295 a. C., cuando Roma estaba a la espera de una invasión combinada de galos y samnitas, aliados con los etruscos y umbríos. Megelo estaba estacionado en el barrio Vaticano, en la orilla derecha del Tíber, para cubrir los accesos a la ciudad. Es probable que permanecieron allí hasta después de la gran batalla en Sentimio cuando fue llamado por el Senado y sus legiones se disolvieron.

## Segundo consulado
En 294 a. C., Megelo fue cónsul por segunda vez. La mala salud le mantuvo algún tiempo en Roma, pero una victoria de los samnitas le obligó a salir al campo, y bajo su conducción, se logró tomar en Samnio Milionia y Ferentinum y Rusellae en Etruria, y asoló ambos territorios.
Los relatos de estos dos consulados de Megelo son muy oscuros y contradictorios, algunos le asignan su participación en diferentes campos de acción, y hablan de derrotas en vez de victorias. Es, sin embargo, probable que hubiera hecho alguna conducta ilegal o despectiva en su segundo consulado debido a que Megelo era obstinado y arbitrario en extremo, y la gens Postumia era notoria por su orgullo patricio, lo que trajo sobre Megelo, a la expiración de su magistratura, un juicio político por el tribuno de la plebe Marco Cancio, de la que sus servicios como legado del cónsul Espurio Carvilio Máximo en la campaña contra el Samnio, en el año 293 a. C., y la popularidad como general lo salvaron.

## Su polémico tercer consulado
El tercer consulado de Megelo (año 291 a. C.) es más conocido: sus extravagancias, rayando en la locura, fueron notables.
Al término de 292 a. C., fue nombrado Megelo interrex para celebrar los comicios consulares. Él siguió el ejemplo de Apio Claudio el Censor en el año 297 a. C., y se nombró a sí mismo cónsul. Su administración fue responsable de su toma de posesión. Se negó a esperar la asignación habitual de las provincias consulares y tomó Samnio para sí mismo. Empleó a sus legionarios, no en apagar las brasas de una guerra que estaba por terminar, sino en la nivelación de los bosques en su propia heredad.
Violentamente, y en desafío de una delegación del Senado, expulsó al procónsul Quinto Fabio Gurges de su mando en Cominium, y emprendió el asedio. Allí su talento militar, una vez más quedó en evidencia: tomó Cominium y varios otros lugares, y adquirió un importante cargo de Venusia, donde él recomendó al Senado establecer allí una colonia numerosa. Su consejo fue seguido, pero el nombre de Megelo fue cuidadosamente excluido de la lista de los comisionados para su establecimiento.
En venganza repartió entre sus soldados la totalidad del botín que había tomado sin hacer ninguna reserva para la tesorería, y disolvió a sus soldados, sin esperar la llegada de su sucesor. El Senado le negó un triunfo.
Megelo hizo un llamamiento al pueblo que lo apoyó débilmente, y, aunque sólo tres tribunos estaban a favor de su reclamación, mientras que otros siete se oponían, triunfó sobre el Senado.
Por estas acciones Megelo, tan pronto como salió de su magistratura, fue procesado por dos de los tribunos y condenado por todas las tres y treinta tribus. Fue multado con la suma de 500.000 ases, la más pesada multa a la que cualquier romano hasta la fecha había sido condenado.
Según los Fastos, el triunfo de Megelo en su segundo consulado fue el 24 de marzo del año 294 a. C., De Samnitibus et Etruscei y Tito Livio se refiere a su disputa con el Senado para este periodo.